# Marta Sahagún
Marta María Sahagún Jiménez de Fox GCIC (Zamora de Hidalgo, 10 de abril de 1953) é uma advogada mexicana, esposa do 62.º presidente do México, Vicente Fox, tendo sido a primeira-dama de seu país de 2001 a 2006. Também é ativista do Partido Revolucionário Institucional desde meados dos anos 80. Por conta disso, foi uma das mais ativas primeiras-damas da história do México, levantando hipóteses sobre sua possível candidatura à presidência em 2006.